# Aptoide
Aptoide è un negozio online che offre applicazioni mobili compatibili con i sistemi operativi Android e iOS.
Aptoide è disponibile in 3 versioni:
- Aptoide;
- Aptoide TV: un'edizione per Smart TV e STB;
- Aptoide Lite: una versione più leggera rispetto ad Aptoide originale

L'applicazione utilizzata per accedere negli store è open source, con diverse ramificazioni come F-Droid. La comunicazione tra il client e il server è effettuata usando un protocollo aperto basato su XML.
Il concetto dell'applicazione è ispirato dal gestore di pacchetti software APT, il quale può lavorare con diverse sorgenti (le repository). Quando l'utente desidera un pacchetto, può usare il client per ricercare sorgenti dove l'applicazione è immagazzinata.
Il nome Aptoide è formato dalla parola "APT" (l'amministratore pacchetti Debian) e "oide" (l'ultima sillaba di "Androide").

## Storia
Aptoide nasce come una proposta di Vincenzo Felice al Caixa Magica Summer Camp del 2009. La proposta fu accettata diventando conseguentemente ciò che oggi è conosciuto come Aptoide. Il primo stadio di sviluppo fu approntato più tardi in prospettiva dei Sapo Summerbits.
L'idea dietro Aptoide proviene da tre sorgenti differenti: Mancoosi European Project, Paulo Trezentos e Portugal Telecom A5 Phone.
Alla fine del 2010 il progetto iniziale viene realizzato nel sito Bazaar Android: Bazaar Android garantiva la possibilità ai singoli utenti di creare il loro store personale. Nell’Agosto 2012 i brand Aptoide e Bazaar Android furono uniti per permettere una comunicazione più agevole. Nel novembre 2011 Aptoide venne rilasciata in Europa.
Nel 2013 Aptoide ricevette un totale di 750.000 euro in fondi da Portugal Ventures.
Nel 2015 la compagnia si è assicurata un round di finanziamento "Series A" di 3,7 milioni di euro (4 milioni di dollari), guidato dal capitale di rischio del brand tedesco E.ventures con co-investimenti da Gobi Partners (Cina) e Golden Gate Ventures (Singapore). Tale investimento ha permesso ad Aptoide di aumentare il proprio personale, arrivando ad avere 60 impiegati.
Nel 2014 Aptoide ha presentato una denuncia contro Google all'Unione Europea Antitrust, sostenendo che Google ostacoli gli utenti nell'installazione di app stores di terze parti, colleghi servizi essenziali ai Google Play Services (ostacolando nuovamente i suddetti app stores) e blocchi l'accesso al sito di Aptoide dal web browser Google Chrome.
Nel maggio 2015 Aptoide ha annunciato che avrebbe iniziato ad ufficializzare le proprie operazioni in Asia aprendo un ufficio a Singapore.
A partire dalla versione 9.13.0.0 rilasciata nel febbraio 2020 l’applicazione dello store supporta la modalità scura.

## Descrizione
Aptoide è disponibile in 17 lingue. Per installare Aptoide su Android l'utente deve scaricare L’APK (ovvero il file di Installazione per le applicazioni Android) dal sito ufficiale, mentre per installare Aptoide su iOS l'utente deve collegarsi al sito web ufficiale che installerà automaticamente l'app senza la necessità di scaricare alcun file. Non è possibile installare Aptoide dal Google Play Store a causa della Clausola 4.5 di Non Competizione dell’Accordo di Distribuzione del Google Play Store, la quale è anche la ragione per cui l’applicazione “Amazon Appstore” non è disponibile nel Google Play; per ragioni simili non è disponibile neanche sull'App Store di Apple.
L'installazione di Aptoide su Android richiede che l’utente attivi l’opzione (presente nelle impostazioni del telefono) che permette l’installazione di applicazioni da “Sorgenti Sconosciute”. 
Dopo l’installazione di Aptoide l’utente può iscriversi a differenti store (repository). Quando uno store viene aggiunto attraverso il suo URL Aptoide recupera la lista delle sue applicazioni e la salva localmente. A quel punto l’utente può esplorare le applicazioni o cercare altri store da aggiungere.
Nel giugno 2011 lo stesso gruppo di sviluppo rilascia Aptoide Uploader come applicazione “sorella”. Aptoide Uploader è un’applicazione Android che permette all’utente di caricare altre applicazioni su uno store Aptoide esistente. Aptoide Uploader utilizza Aptoide Webservices per caricare l’applicazione. Il file APK caricato viene contenuto nello store dell’utente dove egli può organizzare gli APK liberamente.
Per gli utenti che desiderino fare un backup (salvataggio) delle loro applicazioni su uno store privato, è consigliabile usare l’applicazione Aptoide Apps Backup, la quale salva un elenco delle applicazioni salvate nello store. Tutte le applicazioni nello store sono organizzate usando un centro di controllo nel sito di Aptoide. Aptoide Apps Backup usa i webservices per caricare i file APK sullo store. Per sapere quali applicazioni sono correntemente salvate Aptoide Apps Backup usa il file XML “info.xml” disponibile nello store.

### Interfacce
La comunicazione tra il client delle applicazioni Aptoide e lo store è effettuata usando un file XML chiamato info.xml. Questo file elenca tutte le applicazioni disponibili nello store insieme alle informazioni base disponibili per ogni applicazione elencata. info.xml è un file aperto ed è disponibile una definizione più dettagliata. Parte del file info.xml:
```
<apklst>

    
<version>
5
</version>

    
<repository>

        
<basepath>
http://mirror.apk10.aptoide.com/apks/10/aptoide-f63c6f2461f65f32b6d144d6d2ff982e/aptoidedev/
</basepath>

        
<appscount>
1
</appscount>

        
...
 

    
</repository>

    
<package>

        
<name>
Aptoide
</name>

        
...

    
</package>

</apklst>

```

Esistono altri due file XML: extra.xml e stats.xml. Extra.xml contiene informazioni aggiuntive riguardo alle applicazioni (ad esempio la descrizione completa), mentre il file stats.xml contiene il numero di download e il numero di likes ricevuti dall’applicazione.

## Statistiche di utilizzo
Le statistiche di Aptoide sono riportate come segue:
| Versione di Aptoide | Data              | Utenti Registrati | # Store | App differenti | Download cumulativi |
| ------------------- | ----------------- | ----------------- | ------- | -------------- | ------------------- |
| V8                  | Ottobre 2016      | NA                | 200,000 | 660,000        | 2.7 B               |
| 6.5.2               | Luglio 2015       | 100,000,000       | 140,000 | 330,000        | 1580 M              |
| 6.3.0               | Aprile 2015       |                   | 136,000 | 311,000        | 1424 M              |
| 6.2.3               |                   |                   | 126,000 | 275,000        | 1276 M              |
| 5.0.0               | 20 marzo 2014     |                   |         |                |                     |
| 4.1.3               | 22 luglio 2013    | 1,300,000         | 350,000 | 120,000        | 380 M               |
| 4.0.0               | 4 dicembre 2012   | 500,000           | 170,000 | 50,000         | 150 M               |
| 2.7.1               | 2 agosto 2012     | 200,000           | 88,000  | 65,000         | 60 M                |
| 2.7                 | 19 giugno 2012    | 107,000           | 62,000  | 43,000         | 44 M                |
| 2.6.2               | Aprile 2012       | 82,000            | 51,000  | 34,000         | 32 M                |
| 2.6.1               | 2 marzo 2012      | 57,000            | 36,000  | 19,000         | 22.9 M              |
| 2.6                 | 20 gennaio 2012   | 42,000            | 27,100  | 16,000         | 17.4 M              |
| 2.5.4               | 22 dicembre 2011  | 34,000            | 22,200  | 13,400         | 14 M                |
| 2.5.3               | 2 novembre 2011   | 21,000            | 13,300  | 9,400          | 9.1 M               |
| 2.5.2               | 22 settembre 2011 | 14,800            | 10,300  | 7,700          | 6.8 M               |
| 2.5.1               | 22 giugno 2011    | 6,800             | 3,500   | 4,000          | 2.1 M               |
| 2.5                 | 3 giugno 2011     | 5,300             | 1,200   | 3,100          | 2 M                 |
| 2.4.1               | Maggio 2011       | 3,700             | 1,600   | 2,000          | 1.5 M               |